# 維索薩大公宮

維索薩大公宮（葡萄牙語：Paço Ducal de Vila Viçosa）是葡萄牙的王宮之一，位於埃武拉區維索薩鎮。多個世紀以來，維索薩大公宮都是葡萄牙最重要的貴族之一布拉干薩家族的所在地。